# Каштанове (селище)
Кашта́нове — селище Ясинуватської міської громади Донецького району Донецькій області, Україна. Населення становить 58 осіб.

## Загальні відомості
Каштанове розташоване за 4 км на захід від районного центру — міста Ясинувата Донецької області. На заході через Н20 межує із територією Авдіївки.
Північною околицею села проходить автошлях E50. На південно-західній околиці селища бере початок Балка Крута.

## Населення

### Мова
Розподіл населення за рідною мовою за даними перепису 2001 року:
| Мова       | Кількість | Відсоток |
| ---------- | --------- | -------- |
| російська  | 37        | 63.79%   |
| українська | 21        | 36.21%   |
| Усього     | 58        | 100%     |

За даними перепису 2001 року населення селища становило 58 осіб, із них 36,21 % зазначили рідною мову українську, а 63,79 % — російську.

## Історія
21 червня 1989 селище Жданове перейменоване на Каштанове.